# 2024년 7월 죽음
다음은 2024년 7월에 사망한 저명한 인물 목록이다.
- 7월 1일
  - 대한민국의 기업인 장동훈
  - 미국의 영화감독 로버트 타운
  - 일바니아의 소설가 이스마일 카다레
- 7월 2일
  - 대한민국의 언론인 김용정
  - 이탈리아의 축구인 코무나르도 니콜라이
- 7월 4일 - 대한민국의 언론인 정광헌
- 7월 5일
  - 미국의 영화 프로듀서 존 랜다우
  - 스웨덴의 생화학자 벵트 잉에마르 사무엘손
- 7월 6일
  - 대한민국의 정치인 고승종
  - 일본의 스모선수 기무라야마
- 7월 9일
  - 대한민국의 정치인 김두섭
  - 일본의 초백세인 마사 마츠모토
  - 폴란드의 영화배우 예지 스투흐르
- 7월 10일 - 미국의 우주비행사 조 엥글
- 7월 11일 - 미국의 영화배우 셸리 듀발
- 7월 12일
  - 일본의 성우 오하라 노리코
  - 대한민국의 야구인 이병훈
  - 대한민국의 정치인 이우재
  - 중국의 물리화학자 장춘하오
- 7월 13일
  - 미국의 영화배우 섀넌 도허티
  - 미국의 영화배우 리처드 시먼스
  - 미국의 영화배우 제임스 시킹
  - 미국의 암살자 토머스 매슈 크룩스
- 7월 14일 - 대한민국의 정치인 이훈
- 7월 15일 - 대한민국의 가수 현철
- 7월 16일
  - 대한민국의 교육인 백광익
  - 대한민국의 기업인 연만희
  - 미국의 농구인 조 브라이언트
- 7월 17일
  - 대한민국의 정치인 김현욱
  - 홍콩의 영화배우 정페이페이
- 7월 18일 - 미국의 영화배우 밥 뉴하트
- 7월 19일
  - 말리의 음악가 투마니 디아바테
  - 웨일스의 스누커선수 레이 리어던
  - 미국의 인류학자 제임스 C. 스콧
  - 이스라엘의 수학자 엘리야후 립스
  - 베트남의 제10대 주석 응우옌푸쫑
  - 우크라이나의 언어학자 이리나 파리온
- 7월 20일
  - 대한민국의 교수 계명찬
  - 브라질의 축구인 모아시르 로드리게스 산투스
- 7월 21일 - 대한민국의 가수 김민기
- 7월 22일
  - 잉글랜드의 싱어송라이터 존 메이올
  - 대한민국의 코미디언 장두석
- 7월 23일 - 오스트리아의 병리학자 로빈 워런
- 7월 27일
  - 독일의 작곡가 볼프강 림
  - 아일랜드의 소설가 에드나 오브라이언
- 7월 28일
  - 그리스의 왕자 그리스와 덴마크의 왕자 미하일
  - 미국의 희극인 에리카 애시
- 7월 29일
  - 미국의 영화배우 로버트 바나스
  - 대한민국의 육상인 양승학
  - 폴란드의 육상인 유제프 슈미트
  - 대한민국의 정치인 정종득
- 7월 30일 - 대한민국의 목회자 이요나
- 7월 31일
  - 대한민국의 소설가 송기원
  - 이탈리아의 영화배우 로베르토 에를리츠카
  - 팔레스타인의 정치인 이스마일 하니예